# Holomorf függvények

Négyzetrács holomorf transzformációja. A holomorf függvények nem képezhetnek csak a valós számokra

A holomorf függvény a komplex analízis egy fogalma. Egy komplex függvény holomorf egy nyílt {\displaystyle U\subseteq \mathbb {C} } halmazon, ha {\displaystyle U} minden pontjában komplex differenciálható.
A terminológia az ógörög holos (ὅλος) szóból származik, amely azt jelenti egész, s arra utal, hogy a függvény az egész értelmezési tartományán differenciálható.
Szokás reguláris függvény néven is hivatkozni rá.
Habár a definíció analóg a valós differenciálhatósággal, a komplex függvénytan megmutatja, hogy ez egy nagyon erős tulajdonság. Olyan jelenségeket produkál, amiknek a valósban nincs megfelelőjük. Ilyen például, hogy tetszőleges sokszor differenciálható, és a halmaz bármely pontja körül hatványsorba fejthető.

## Definíció
1. Definíció: Legyen adva az {\displaystyle \Omega \subseteq \mathbb {C} } nyílt halmaz, és az {\displaystyle f:\Omega \to \mathbb {C} } leképezés. Ezt akkor mondjuk holomorf függvénynek, ha minden {\displaystyle z_{0}\in \Omega } pontban létezik a következő határérték
{\displaystyle \lim _{z\to z_{0}}{\frac {f(z)-f(z_{0})}{z-z_{0}}}}.
Ezt a határértéket az {\displaystyle f} függvény {\displaystyle z_{0}}-beli (komplex) deriváltjának nevezzük, és {\displaystyle f'(z_{0})}-val jelöljük.
2. Definíció: {\displaystyle f} holomorf, ha előáll {\displaystyle z_{0}} pont {\displaystyle r}-sugarú (alkalmasan választott {\displaystyle r}-rel) környezetében a következő alakban:
{\displaystyle f(z)=f(z_{0})+A(z-z_{0})+\varepsilon _{z_{0},r}(z)}
ahol {\displaystyle A} komplex szám (természetesen függ {\displaystyle z_{0}}-tól), {\displaystyle \varepsilon _{z_{0},r}} pedig úgynevezett kisrendű függvény, azaz
{\displaystyle \lim _{z\to z_{0}}{\frac {\varepsilon _{z_{0},r}(z)}{z-z_{0}}}=0}
Ekkor {\displaystyle A=f'(z_{0})}.
3. Definíció: {\displaystyle f} holomorf egy tartományban, ha minden a tartomány belsejében fekvő zárt görbén vett komplex vonalintegrálja eltűnik, azaz igaz a következő összefüggés:
{\displaystyle \oint f(z)dz=0}
Ez egyébként ekvivalens azzal, hogy megegyező végpontú görbék mentén a komplex vonalintegrál megegyezik, azaz, ha {\displaystyle \gamma _{1},\gamma _{2}} két görbe, és {\displaystyle \gamma _{1}(0)=\gamma _{2}(0),\gamma _{1}(1)=\gamma _{2}(1)}, akkor
{\displaystyle \int _{\gamma _{1}}f(z)dz=\int _{\gamma _{2}}f(z)dz}

## Példák
Holomorf a teljes komplex síkon az identikus leképezés, azaz a {\displaystyle z\mapsto z} függvény. Általánosabban, a polinomok holomorfak a teljes komplex síkon.
A valós esethez hasonlóan itt is igaz, hogy differenciálható függvények összege, konstansszorosa és szorzata differenciálható. Ebből következik, hogy minden komplex polinomfüggvény is differenciálható a teljes komplex síkon.
Megmutatható, hogy minden komplex hatványsor differenciálható a konvergenciahalmazának belsejében. Ebből következik, hogy az
{\displaystyle \exp(z)=\sum _{n=0}^{\infty }{\frac {z^{n}}{n!}}}
határértékkel definiált exponenciális függvény differenciálható a teljes komplex számsíkon. Vegyük észre, hogy ez a függvény ellentétben a valós esetben megismert tulajdonságaival, nem kölcsönösen egyértelmű, sőt {\displaystyle 2\pi }-vel periodikus a függőleges egyenesek mentén, azaz, ha {\displaystyle z_{1}-z_{2}=2n\pi i}, akkor {\displaystyle \exp(z_{1})=\exp(z_{2})}. Ebből következik, hogy inverzét, tehát a logaritmus-függvényt nem tudjuk az egész komplex síkon értelmezni. Ezért minden komplex logaritmusnál meg kell állapodni az értelmezési tartományban! Egy lehetséges konstrukció a következő:
{\displaystyle \Omega =\mathbb {C} \setminus \{a+bi:a\leq 0,b=0\}}
{\displaystyle \log z=\log |z|+i\arg z\ (-\pi <\arg z<\pi )}
A koszinusz és szinusz szögfüggvények holomorfak a komplex síkon, komplex esetben a következőképp definiáljuk őket:
{\displaystyle \cos z={\frac {\exp(iz)+\exp(-iz)}{2}}}
{\displaystyle \sin z={\frac {\exp(iz)-\exp(-iz)}{2i}}}
Hasonlóan a hiperbolikus függvények is holomorfak a teljes komplex síkon.
A törtracionális függvények holomorfak, kivéve a nevező gyökeit, ahol pólusaik vannak. Az egész komplex síkon meromorfak.
A logaritmusfüggvény ága az origóból felvágott komplex síkon. A főágat úgy választják, hogy a síkból a negatív félegyenest hagyják ki.

## Ellenpéldák
Sehol sem holomorfak a következő függvények:
- A konjugálás operátor: {\displaystyle z\mapsto {\overline {z}}}
- A valósrész-képzés, illetve képzetesrész-képzés operátor: {\displaystyle a+bi=z\mapsto \Re (z)=a}
- Az abszolútérték: {\displaystyle z\mapsto |z|}

A {\displaystyle z\mapsto |z|^{2}} csak a 0 helyen komplex differenciálható, de itt sem holomorf, mivel ahhoz egy környezet is kellene. Általánosabban nem holomorfak azok a függvények, amelyeknek az összes értéke valós.

## Tulajdonságok
A holomorf függvények folytonosak, létezik primitív függvényük és végtelen sokszor folytonosan differenciálhatóak. Ez lényeges különbség a valós differenciálhatósághoz képest.
Holomorf függvények kompozíciója, lineáris kombinációja, szorzata holomorf. Két holomorf függvény hányadosa differenciálható azokban a pontokban, ahol a nevező nem nulla.
Legyen {\displaystyle z_{0}\in \Omega } és {\displaystyle r=\sup\{d\in \mathbb {R} :|z-z_{0}|<d\Rightarrow z\in \Omega \}}, azaz a legnagyobb nyílt körlap sugara, amely még elfér {\displaystyle \Omega }-ban. Ekkor ha {\displaystyle f} holomorf az {\displaystyle \Omega }-ban, akkor létezik a {\displaystyle z_{0}} körüli Taylor-sora, melynek konvergencia-sugara éppen {\displaystyle r}, és ott előállítja a függvényt.
Maximumelv: Egyszeresen összefüggő nyílt tartományon értelmezett nemkonstans holomorf függvény abszolút értékének csak a tartomány szélén lehet lokális maximuma.
Liouville tétele: Egy az egész komplex síkon holomorf függvény pontosan akkor korlátos, ha konstans.
Rouché tétele: Legyen adva egy {\displaystyle \gamma } Jordan-görbe, és legyen {\displaystyle \Omega } ennek a belseje. Tegyük fel, hogy {\displaystyle f,g:\Omega \to \mathbb {C} } két holomorf függvény, melyek folytonosak {\displaystyle {\overline {\Omega }}}-n, valamint tegyük fel, hogy minden {\displaystyle z\in \gamma } pontra fennáll: {\displaystyle |g\left(z\right)|>|f(z)-g(z)|}. Ekkor a két függvénynek ugyanannyi gyöke van {\displaystyle \Omega }-ban multiplicitással, azaz a többszörös zérushelyeket annyiszor számolva, ahányszoros gyökök.
Cauchy integráltétele: Ha {\displaystyle f(z)} holomorf, {\displaystyle U\subseteq \mathbb {C} } egyszeresen összefüggő tartomány, és {\displaystyle \gamma } zárt Jordan-görbe, akkor 
{\displaystyle \int _{\gamma }f(z)\,\mathrm {d} z=0.}
A tétel teljesül akkor is, ha {\displaystyle U} csillagszerűen összefüggő, és {\displaystyle \gamma } zárt út.
Cauchy integrálképlete: Legyen {\displaystyle D:=U_{r}(a)} {\displaystyle a\in U} közepű, {\displaystyle r} sugarú nyílt körlap! Ha {\displaystyle f(z)} holomorf egy {\displaystyle D}-nél szigorúan bővebb tartományon, akkor minden {\displaystyle z\in D} és  {\displaystyle k\in \mathbb {N} _{0}} esetén:
{\displaystyle f^{(k)}(z)={\frac {k!}{2\pi i}}\int _{\partial D}{\frac {f(\zeta )}{(\zeta -z)^{k+1}}}\mathrm {d} \zeta .}
Tehát a határon felvett értékek meghatározzák a teljes függvényt bent is.
Az integrálképlet segítségével bizonyítható, hogy a holomorf tulajdonság ekvivalens a komplex analitikussággal. Azaz, ha egy függvény a {\displaystyle z_{0}} komplex számban holomorf, akkor komplex analitikus, és megfordítva, ha komplex analitikus, akkor holomorf. A hatványsorok akárhányszor differenciálhatók, és tagonként differenciálhatók.
Az identitásképlet szerint nemcsak a határ határozza meg a holomorf függvényt, hanem minden olyan halmaz elemein felvett érték, aminek torlódási pontja a holomorf tartományba esik. Így egyes valós analitikus függvények egyértelműen kiterjeszthetők holomorf függvényekké.
Tartományhűség: Tartomány holomorf képe tartomány.
Weierstraß tétele: Ha a holomorf függvényekbőlé álló {\displaystyle (f_{n})_{n\in \mathbb {N} }} sorozat kompakt konvergál az {\displaystyle U} tartományon az  {\displaystyle f} függvényhez, akkor  {\displaystyle f} újra holomorf, és a határértékképzés felcserélhető a deriválással.
Montel tétele: Ha az {\displaystyle (f_{n})_{n\in \mathbb {N} }} holomorf függvények sorozata lokálisan korlátos egy tartományon, akkor van kompakt konvergens részsorozata.
Legyen  {\displaystyle u} harmonikus függvény egy egyszeresen összefüggő tartományon! Ekkor van olyan {\displaystyle v} függvény, ami szintén harmonikus, és az {\displaystyle \textstyle f\colon x+\mathrm {i} y\mapsto u(x,y)+\mathrm {i} v(x,y)} függvény holomorf. Ekkor az  {\displaystyle u} és  {\displaystyle v} harmonikus függvények konjugáltak.

## Kapcsolat a valós differenciálhatósággal
{\displaystyle \mathbb {C} } természetes módon kétdimenziós vektortér a valós számok fölött, természetes ortonormált bázisa {\displaystyle \{1,i\}}. Így egy {\displaystyle f\colon U\to \mathbb {C} } függvénynek az {\displaystyle U\subseteq \mathbb {C} } nyílt halmazon való differenciálhatósága totális differenciálhatóságot jelent a magasabb dimenziós valós analízis értelmében. Ha {\displaystyle f} függvény, akkor totális differenciálható a {\displaystyle z_{0}} pontban, ha van egy {\displaystyle L} {\displaystyle \mathbb {R} }-lineáris leképezés úgy, hogy
{\displaystyle f(z_{0}+h)=f(z_{0})+L(h)+r(h)}
ahol az {\displaystyle r} függvény olyan, hogy
{\displaystyle \lim _{h\to 0}{\frac {r(h)}{|h|}}=0}
Most látható, hogy {\displaystyle f} pontosan akkor komplex differenciálható a {\displaystyle z_{0}} komplex számban, ha ugyanitt totálisan differenciálható, és {\displaystyle L} {\displaystyle \mathbb {C} }-lineáris. Ez utóbbi egy erős feltétel. Ez azt jelenti, hogy {\displaystyle L} mátrixa az {\displaystyle \{1,i\}} kanonikus bázisban
{\displaystyle {\begin{pmatrix}a&-b\\b&a\end{pmatrix}}}

## Cauchy–Riemann-differenciálegyenletek
Ha felbontjuk az {\displaystyle f} függvényt valós és képzetes részére, mint {\displaystyle f\left(x+iy\right)=u\left(x,y\right)+i\,v\left(x,y\right)}, akkor a totális derivált:
{\displaystyle {\begin{pmatrix}{\frac {\partial u}{\partial x}}&{\frac {\partial u}{\partial y}}\\{\frac {\partial v}{\partial x}}&{\frac {\partial v}{\partial y}}\end{pmatrix}}.}
Megfordítva, egy függvény komplex értelemben differenciálható, ha valós értelmben folytonosan differenciálható, és a fenti  {\displaystyle u,v} függvényekre:
{\displaystyle {\frac {\partial u}{\partial x}}={\frac {\partial v}{\partial y}}}
{\displaystyle \displaystyle {\frac {\partial u}{\partial y}}=-{\frac {\partial v}{\partial x}}.}

## Ekvivalens tulajdonságok
Egy komplex szám egy környezetében ekvivalensek a következők:
1. A függvény komplex differenciálható.
2. A függvény akárhányszor komplex differenciálható.
3. A valós és a képzetes részek megoldják a Cauchy–Riemann-egyenleteket, és legalább egyszer folytonosan differenciálhatók.
4. A függvény komplex hatványsorba fejthető.
5. A függvény folytonos, és minden zárt út menti integrálja eltűnik.
6. A függvény értékei egy körlap belsejében kiszámíthatók a körvonalon felvett értékekből a Cauchy-integrálképlettel.
7. A függvény valós értelemben differenciálható, továbbá

{\displaystyle \quad {\frac {\partial f}{\partial {\bar {z}}}}=0,}
ahol {\displaystyle {\tfrac {\partial }{\partial {\bar {z}}}}} a Cauchy–Riemann-operátor, aminek definíciója:
{\displaystyle {\tfrac {\partial }{\partial {\bar {z}}}}:={\tfrac {1}{2}}\left({\tfrac {\partial }{\partial x}}+i{\tfrac {\partial }{\partial y}}\right)}

## Biholomorf függvények
Egy függvény biholomorf, ha holomorf, bijektív és inverze is holomorf. Egyváltozós függvények esetén ez ekvivalens azzal, hogy a leképezés bijektív és konform. Az implicitfüggvény-tételből következik, hogy ha egy függvény holomorf és bijektív, akkor az inverze is holomorf. Többváltozós esetben ugyanezt Osgood tétele garantálja. Így a bijektív, holomorf függvények biholomorfak.
A kategóriaelmélet szempontjából a biholomorf leképezések izomorfizmusok.

## Többváltozós holomorf függvények
Legyen {\displaystyle D\subseteq \mathbb {C} ^{n}} nyílt halmaz. Az  {\displaystyle f\colon D\to \mathbb {C} ^{m}} leképezés holomorf, ha {\displaystyle f=(f_{1},\dotsc ,f_{m})} minden részfüggvényében és változójában holomorf. A komplex függvények parciális deriváltjai egyszerűen kezelhetők a Wirtinger-kalkulussal: {\displaystyle \textstyle {\frac {\partial }{\partial z^{j}}}} és {\displaystyle \textstyle {\frac {\partial }{\partial {\overline {z}}^{j}}}} sok szép tulajdonságot mutat.
Így az {\displaystyle f\colon D\to \mathbb {C} } függvényekre nem teljesül a Cauchy-integráltétel, és az identitástételnek csak egy gyengébb változata adódik. A Cauchy-integrálképlet azonban alkalmazható, ami teljes indukcióval általánosítható. Salomon Bochner 1944-ben bizonyította a Bochner-Martinelli-képletet, ami az integrálképlet további általánosítása.
A komplex geometriában is alkalmazzák a holomorfiát. Így tekintik a Riemann-felületek és a komplex sokaságok egymás közötti holomorf leképezéseit a sima sokaságok közötti valós differenciálható leképezésekkel analóg módon. Emellett az integrációelmélet számára fontos alkalmazások a sima differenciálformákhoz hasonlóan, holomorf differenciálformák néven.

## Lásd még
- Meromorf függvények

## Fordítás
Ez a szócikk részben vagy egészben  a   Holomorphe Funktion című német Wikipédia-szócikk fordításán alapul.  Az eredeti cikk szerkesztőit annak laptörténete sorolja fel. Ez a jelzés csupán a megfogalmazás eredetét és a szerzői jogokat jelzi, nem szolgál a cikkben szereplő információk forrásmegjelöléseként.